# 류근혁
류근혁(柳根赫, 1964년 ~ )은 대한민국의 제2대 보건복지부 제2차관을 역임한 공무원이다.

## 학력
- 중동고등학교 졸업
- 인하대학교 행정학 학사
- 스완지 대학교 보건학 석사
- 인제대학교 보건학 박사

## 경력
- 1993 제36회 행정고시 합격
- 2006.7 보건복지부 보험급여평가팀 팀장
- 2007.2 보건복지부 보건정책팀 팀장
- 2008.3 보건복지부 건강정책과 과장
- 2012.3 보건복지부 국민연금정책과 과장
- 2014.3 보건복지부 기초연금사업지원단 단장
- 2014.8 보건복지부 건강정책국 국장
- 2015.6 보건복지부 대변인
- 2016.12 보건복지부 정책기획관
- 2017.5 대통령비서실 사회정책비서관실 선임행정관
- 2018.3~2020.2 보건복지부 연금정책국 국장
- 2020.2~2020.7 보건복지부 인구정책실 실장
- 2020.7 대통령비서실 사회정책비서관
- 2021~2022 보건복지부 제2차관